# Episodi de I Griffin (nona stagione)
La nona stagione della serie televisiva I Griffin è andata originariamente in onda negli Stati Uniti dal 26 settembre 2010 al 22 maggio 2011 su Fox. Questa è la prima stagione ad essere prodotta in alta definizione e in 16:9.
In Italia è stata trasmessa in anteprima assoluta dal 28 settembre al 18 ottobre 2011, ogni giorno alle ore 21:25 su Italia 2, subendo poi un leggero spostamento alle 21:40 a partire dal 2 ottobre.

 Gli episodi 1, 7 e 18 sono uno Special di 50 minuti trasmesso in Italia in due episodi separati.
Eccezionalmente, l'ultimo episodio della stagione, It's a Trap!, è uscito in DVD e Blu-ray Disc il 9 febbraio 2011 in Italia e negli USA il 21 dicembre 2010.
Questa è l'ultima stagione dove Mario Milita doppia Herbert. Dalla stagione successiva viene sostituito da Valerio Ruggeri.
| N° | Codice di produzione | Titolo originale                   | Titolo italiano               | Prima TV USA                                         | Prima TV Italia                                           |
| -- | -------------------- | ---------------------------------- | ----------------------------- | ---------------------------------------------------- | --------------------------------------------------------- |
| 1  | 8ACX01/8ACX02        | And Then There Were Fewer          | E alla fine furono di meno    | 26 settembre 2010                                    | 28 settembre 2011                                         |
| 1  | 8ACX01/8ACX02        | And Then There Were Fewer          | E alla fine furono di meno    | 26 settembre 2010                                    | 29 settembre 2011                                         |
| 2  | 8ACX03               | Excellence in Broadcasting         | Brian repubblicano            | 3 ottobre 2010                                       | 30 settembre 2011                                         |
| 3  | 8ACX04               | Welcome Back, Carter               | Bentornato, Carter            | 10 ottobre 2010                                      | 1º ottobre 2011                                           |
| 4  | 8ACX06               | Halloween on Spooner Street        | Halloween a Spooner Street    | 7 novembre 2010                                      | 2 ottobre 2011                                            |
| 5  | 8ACX05               | Baby, You Knock Me Out             | Piccola, tu mi stendi         | 14 novembre 2010                                     | 3 ottobre 2011                                            |
| 6  | 8ACX07               | Brian Writes a Bestseller          | Il best seller di Brian       | 21 novembre 2010                                     | 4 ottobre 2011                                            |
| 7  | 8ACX08/8ACX09        | Road to the North Pole             | In viaggio per il Polo Nord   | 12 dicembre 2010                                     | 5 ottobre 2011                                            |
| 7  | 8ACX08/8ACX09        | Road to the North Pole             | In viaggio per il Polo Nord   | 12 dicembre 2010                                     | 6 ottobre 2011                                            |
| 8  | 8ACX10               | New Kidney in Town                 | Un rene nuovo in città        | 9 gennaio 2011                                       | 7 ottobre 2011                                            |
| 9  | 8ACX12               | And I'm Joyce Kinney               | La vendetta di Joyce Kinney   | 16 gennaio 2011                                      | 8 ottobre 2011                                            |
| 10 | 8ACX13               | Friends of Peter G.                | Gli amici di Peter G.         | 13 febbraio 2011                                     | 10 ottobre 2011                                           |
| 11 | 8ACX14               | German Guy                         | Il tedesco                    | 20 febbraio 2011                                     | 11 ottobre 2011                                           |
| 12 | 8ACX11               | The Hand That Rocks the Wheelchair | La mano sulla sedia a rotelle | 6 marzo 2011                                         | 9 ottobre 2011                                            |
| 13 | 8ACX17               | Trading Places                     | Giochi di ruolo               | 20 marzo 2011                                        | 12 ottobre 2011                                           |
| 14 | 8ACX16               | Tiegs for Two                      | Una donna per uno             | 10 aprile 2011                                       | 13 ottobre 2011                                           |
| 15 | 8ACX15               | Brothers & Sisters                 | Fratelli e sorelle            | 17 aprile 2011                                       | 14 ottobre 2011                                           |
| 16 | 8ACX18               | The Big Bang Theory                | La teoria del Big Bang        | 8 maggio 2011                                        | 15 ottobre 2011                                           |
| 17 | 8ACX19               | Foreign Affairs                    | Affari esteri                 | 15 maggio 2011                                       | 16 ottobre 2011                                           |
| 18 | 7ACX21/7ACX22        | It's a Trap!                       | It's a Trap!                  | 21 dicembre 2010 (DVD e Blu-ray) 22 maggio 2010 (TV) | 9 febbraio 2011 (DVD e Blu-ray) 17 e 18 ottobre 2011 (TV) |

## E alla fine furono di meno
- Sceneggiatura: Cherry Chevapravatdumrong
- Regia: Dominic Polcino
- Messa in onda originale: 26 settembre 2010
- Messa in onda italiana: 28-29 settembre 2011

L'episodio dura eccezionalmente 55 minuti e prende ispirazione dal romanzo di Agatha Christie Dieci piccoli indiani (And Then There Were None) (1939). Alcuni abitanti di Quahog vengono invitati ad una festa organizzata da James Woods, intenzionato a scusarsi per i danni causati loro in passato, ma durante il pranzo i presenti assistono all'omicidio di uno degli invitati: questo non è altro che il primo di una lunga serie. Alla fine si scoprirà che il serial killer non è altro che Diane Simmons.

## Brian repubblicano
- Sceneggiatura: Patrick Meighan
- Regia: John Holmquist
- Messa in onda originale: 3 ottobre 2010
- Messa in onda italiana: 30 settembre 2011

Il conduttore radiofonico conservatore Rush Limbaugh viene in visita a Quahog per la presentazione del suo nuovo libro. Appresa la notizia da Lois, Brian, in quanto liberale, va in biblioteca a criticarlo. Rush dà a Brian il suo libro, dicendogli di leggerlo prima di giudicare. Tornando a casa, Brian viene aggredito da una gang multietnica ma un attimo prima di venire stordito, Limbaugh interviene e lo salva. Letto il libro, Brian comincia a cambiare orientamento politico, diventando anch'egli un conservatore e diventa amico di Rush, che lo porta a visitare il quartier generale dei repubblicani. Quando Rush accetta l'invito a cena a casa Griffin, Lois gli rivolge un atteggiamento ostile e maleducato, giustificandolo con il fatto che Rush avrebbe fatto il lavaggio del cervello a Brian. Disgustato dalla condotta di Lois, Brian si trasferisce a casa di Rush a Washington, ma il giorno dopo, ascoltandolo in studio mentre conduce il suo programma radio, Brian accusa Rush di essere rammollito, poiché secondo lui i repubblicani dovrebbero lottare realmente. Per dimostrarlo, Brian si infiltra nel Campidoglio e tenta di "annegare" Nancy Pelosi, venendo arrestato. Rush paga la cauzione e fa capire a Brian che lui non è un vero conservatore ma un liberale e lo convince a tornare a casa dai Griffin. Dopo un ultimo "saluto" Rush prende la rincorsa e si trasforma in un'aquila, volando in cielo.
In lingua originale, il vero Rush Limbaugh doppia la sua caricatura, mentre in italiano è doppiato da Angelo Nicotra.

## Bentornato, Carter
- Sceneggiatura: Wellesley Wild
- Regia: Cyndi Tang
- Messa in onda originale: 10 ottobre 2010
- Messa in onda italiana: 1º ottobre 2011

Peter scopre che il padre di Lois ha un'amante. Decide così di ricattarlo, ottenendo favori in cambio del suo silenzio.

## Halloween a Spooner Street
- Sceneggiatura: Andrew Goldberg
- Regia: Jerry Langford
- Messa in onda originale: 7 novembre 2010
- Messa in onda italiana: 2 ottobre 2011

È Halloween e Stewie non sa come affrontarlo, così Brian lo aiuta. Intanto Peter e Joe fanno scherzi alla vittima dell'anno: Quagmire.

## Piccola, tu mi stendi
- Sceneggiatura: Alex Carter
- Regia: Julius Wu
- Messa in onda originale: 14 novembre 2010
- Messa in onda italiana: 3 ottobre 2011

Peter insiste perché Lois diventi una pugile e la spinge a diventare violenta. Quando Lois decide di smettere, la pugile più violenta del Rhode Island decide di lottare con lei.

## Il best seller di Brian
- Sceneggiatura: Gary Janetti
- Regia: Joseph Lee
- Messa in onda originale: 21 novembre 2010
- Messa in onda italiana: 4 ottobre 2011

Brian riceve indietro il libro che aveva scritto con cura. Leggendo altri libri scopre che sono tutti delle stupidate e così decide di scriverne uno stupido per cercare di ottenere successo. Stewie diventa il suo manager e lo porta alla pazzia. Così alla fine Brian capisce il suo sbaglio e abbandona la scrittura.

## In viaggio per il Polo Nord
- Sceneggiatura: Chris Sheridan e Danny Smith
- Regia: Greg Colton
- Messa in onda originale: 12 dicembre 2010
- Messa in onda italiana: 5-6 ottobre 2011

Dopo essere stato rifiutato da un finto Babbo Natale al centro commerciale, Stewie decide di andare al polo nord ad ucciderlo, così chiede a Brian di accompagnarlo. Quando arrivano, i due scoprono che Babbo Natale e gli elfi sono in fin di vita a causa del troppo stress. Così Stewie decide di risparmiare Babbo Natale e di consegnare insieme a Brian i regali. Dopo un solo tentativo, i due capiscono che non è umano consegnare tutti quei regali in 6 ore, così uccidono il Natale. Durante il notiziario della mattina di Natale, Brian spiega tutto chiedendo alle persone di richiedere un solo regalo salvando così la festa. Al termine dell'episodio la fabbrica di Babbo Natale ritorna alla normalità.
- Note: a differenza degli altri Road to... che durano come normali episodi, questo dura 50 minuti. In quest'episodio appare sul video, in qualità di narratore, Ron MacFarlane, il padre di Seth MacFarlane (creatore de I Griffin). Inoltre compare anche David Boreanaz.

## Un rene nuovo in città
- Sceneggiatura: Matt Harrigan e Dave Willis
- Regia: Pete Michels
- Messa in onda originale: 9 gennaio 2011
- Messa in onda italiana: 7 ottobre 2011

Peter ha bisogno di un rene nuovo, dopo aver tentato di creare una Red Bull artigianale aggiungendo del kerosene. Quando Brian si propone per il trapianto gli viene detto che i suoi, essendo reni di cane, sono più piccoli e quindi devono essere trapiantati entrambi. Sul tavolo operatorio però, arriva il dottor Hartman, che scopre di essere compatibile con Peter. Intanto, Chris scrive un saggio che dovrà leggere per l'arrivo alla James Woods High del presidente Obama. Il saggio è stato scritto in realtà da Meg, così per farsi perdonare Chris chiama anche la sorella sul palco per leggerlo.
- Errore: Peter torna a casa con un sacco di lattine di Red Bull, e per giocare con Stewie fa cadere le lattine che aveva in mano. Dopo pochi secondi le lattine spariscono.

## La vendetta di Joyce Kinney
- Sceneggiatura: Alec Sulkin
- Regia: Dominic Bianchi
- Messa in onda originale: 16 gennaio 2011
- Messa in onda italiana: 8 ottobre 2011

Lois diventa amica della nuova giornalista di Channel 5 Joyce Kinney. Durante una cena con le due, Lois rivela a Kinney di aver girato un film porno, raccomandando alla giornalista di non dirlo a nessuno. Tuttavia il giorno seguente Joyce rivela al telegiornale del film porno girato da Lois. Dopo aver visto il notiziario, Lois va all'edificio di Channel 5 per parlare con Joyce, ma quest'ultima si rivela essere una sua vecchia compagna del liceo che era stata messa in ridicolo da Lois stessa davanti a tutta la scuola.

## Gli amici di Peter G.
- Sceneggiatura: Brian Scully
- Regia: John Holmquist
- Messa in onda originale: 13 febbraio 2011
- Messa in onda italiana: 10 ottobre 2011

Peter e Brian si ubriacano e vengono condannati per 30 giorni a partecipare alle riunioni degli Alcolisti Anonimi. I due portano però delle birre alle riunioni e nel ritorno a casa Peter fa un incidente. Morte gli fa vedere il suo futuro se avesse continuato a ubriacarsi e come sarebbe stato se non avesse mai toccato una goccia d'alcol. Così alla fine Peter capisce l'importanza della moderazione.

## Il tedesco
- Sceneggiatura: Patrick Meighan
- Regia: Cyndi Tang
- Messa in onda originale: 20 febbraio 2011
- Messa in onda italiana: 11 ottobre 2011

Chris diventa amico di un burattinaio tedesco di nome Franz. Herbert ricorda quell'uomo come un tenente nazista di quando era stato nei campi di concentramento per essere stato ritenuto omosessuale. Quando Herbert cerca di dirlo a Chris, lui non lo ascolta e per questo Franz sequestra Chris e Peter. Alla fine Franz muore dopo uno scontro con Herbert.

## La mano sulla sedia a rotelle
- Sceneggiatura: Tom Devanney
- Regia: Brian Iles
- Messa in onda originale: 6 marzo 2011
- Messa in onda italiana: 9 ottobre 2011

Meg viene obbligata ad occuparsi di Joe mentre Bonnie è via. Frequentandolo Meg comincia a innamorarsi di lui, fa arrestare Bonnie e cerca di assomigliare a Joe, tanto da gettarsi sotto una macchina. Alla fine Meg capisce il suo sbaglio e si scusa con tutti e due i vicini. Intanto Stewie crea accidentalmente un suo clone malvagio, dopo che Brian gli ha detto che non era più cattivo come prima. Lo Stewie cattivo commette degli omicidi e varie azioni malvagie e taglia la coda a Brian. Brian si trova faccia a faccia con i due Stewie e spara. L'incubo sembra essere finito, ma quando Brian e Stewie se ne vanno, quest'ultimo si gira verso lo spettatore e, con occhi maligni, fa una risata malefica simile a quella di Michael Jackson nel video musicale di Thriller, facendo presumere che Brian abbia lasciato in vita quello malvagio.

## Giochi di ruolo
- Sceneggiatura: Steve Callaghan
- Regia: Joseph Lee
- Messa in onda originale: 20 marzo 2011
- Messa in onda italiana: 12 ottobre 2011

Peter e Lois sostengono che fare gli adulti è molto più difficile che fare gli adolescenti, Meg e Chris sostengono il contrario. Per una settimana i ruoli si invertono e alla fine Peter e Lois si arrendono, ammettendo che fare gli adolescenti è più difficile, però Chris non accetta di tornare a fare l'adolescente. Lo stress che gli causa la vita da adulto però lo porta ad avere un attacco cardiaco. Alla fine i ruoli si ristabiliranno.

## Una donna per uno
- Sceneggiatura: John Viener
- Regia: Jerry Langford
- Messa in onda originale: 10 aprile 2011
- Messa in onda italiana: 13 ottobre 2011

Peter cerca di riprendersi la sua camicia preferita che crede gli sia stata rubata dalla lavanderia, e per questo finisce in prigione. Quando Brian va a riprenderlo, incontra una ragazza che cerca di conquistare, ma lei non gli dà corda. Per questo Brian frequenta una lezione del corso di seduzione di Quagmire, che però lo porta a fallire. Per vendicarsi Brian ruba la ragazza a Quagmire, quella che lui aveva sempre desiderato, Cheryl Tiegs. Quagmire invece conquista Jillian e alla fine i due si scontrano, capendo però dopo i loro sbagli.

## Fratelli e sorelle
- Sceneggiatura: Julius Wu
- Regia: Alex Carter
- Messa in onda originale: 17 aprile 2011
- Messa in onda italiana: 14 ottobre 2011

Quando la sorella di Lois, Carol, viene lasciata dal suo nono marito, si trasferisce a casa Griffin e si innamora del sindaco Adam West, che diventa il miglior amico di Peter. Alla fine i due, nonostante il parere contrario di Lois, si sposano.

## La teoria del Big Bang
- Sceneggiatura: David A. Goodman
- Regia: Dominic Polcino
- Messa in onda originale: 8 maggio 2011
- Messa in onda italiana: 15 ottobre 2011

Stewie viene preso in giro da Brian e quindi decide di tornare indietro nel tempo quel tanto che basta per cambiare la situazione e far fare brutta figura a lui. Questo lo porta a tornare indietro diverse volte per cambiare quasi tutto nella vita di Brian, finché non viene scoperto. Mentre litigano davanti al pannello di controllo della macchina del tempo, tornano accidentalmente ancora prima del Big Bang, e Stewie si vede costretto a sovraccaricare la piattaforma di ritorno per ritornare al presente dato che le coordinate spazio-temporali non esistono ancora. Quando tornano a casa, Stewie scopre che in realtà l'esplosione che li aveva riportati a casa era proprio il Big Bang stesso, quindi Stewie ha creato l'universo.
Mentre Stewie è a comprare del plutonio da un negoziante iracheno, Bertram lo vede e decide di uccidergli un antenato per eliminarlo, non sapendo che così cancellerà anche l'universo. Brian e Stewie decidono quindi di tornare a 15 minuti prima dell'arrivo di Bertram e si ritrovano nello studio di Leonardo da Vinci, antenato di Stewie. Quando arriva Bertram inizia un inseguimento tra i due e alla fine, anche se Brian e Stewie gli avevano spiegato come stavano le cose, Bertram uccide comunque Leonardo, venendo a sua volta ucciso da Stewie. Brian e Stewie notano comunque che, anche se Leonardo da Vinci è morto, tutto l'universo esiste ancora e quindi Stewie dà la piattaforma di ritorno a Brian, sperando che riesca a risolvere tutto, cercando di ricrearsi. Alla fine Brian ritorna al presente appurando che l'universo esiste ancora e che quindi Stewie è riuscito a "procrearsi".
Brian poi riceve una lettera dal Vaticano che ha scritto Stewie 500 anni prima, dove spiega che è riuscito a costruire una camera criogenica e che si è fatto seppellire dove poi sorgerà Quahog, proprio nella cantina di casa sua. Brian scava e rinviene Stewie in questa camera, che prima fa finta di dormire per ottenere un bacio da Brian, poi quando lui minaccia di chiamare Meg, si sveglia improvvisamente, spiegando che ha tramandato il suo DNA alla fidanzata di da Vinci (inizialmente Brian pensa che abbia fatto sesso con lei).

## Affari esteri
- Sceneggiatura: Anthony Blasucci e Mike Desilets
- Regia: Pete Michels
- Messa in onda originale: 15 maggio 2011
- Messa in onda italiana: 16 ottobre 2011

Bonnie e Lois vanno in viaggio a Parigi, e quest'ultima apprende che l'amica è solo alla ricerca di una tresca. Intanto, Peter insegna a casa a Chris e Meg usando metodi non ortodossi.